# Вулиця Леся Сердюка
Вулиця Леся Сердюка — одна з вулиць міста Харкова, розташована в Салтівському районі та Київському районах на Салтівці у мікрорайонах Північна Салтівка-1,2,3 та Велика Данилівка. Колишня назва — Командарма Корка.
Протяжність вулиці близько 2700 метрів. Вулиця є продовженням вулиці Академіка Павлова, перетинається з вулицями Бучми, Яни Червоної, Дружби Народів, Метробудівників та Наталії Ужвій.
Із боку Великої Данилівки — переважно приватна забудова з одноповерховими будинками. З іншого боку — будівлі 9 та 16 поверхів, які розташовані на мікрорайонах Північна Салтівка-1,2,3.
Суттєво постраждала внаслідок російської агресії у 2022 році.

## Назва
Перша назва вулиці — Командарма Корка. Названа на честь радянського військовика Августа Корка.
У 2016 році, на виконання Закону України «Про засудження комуністичного та націонал-соціалістичного тоталітарних режимів» вулицю було перейменовано на честь українського актора Леся Сердюка.

## Транспортні комунікації
Підвезення мешканців вулиці до найближчої станції метрополітену «Салтівська» здійснюють автобуси 41 та 54 маршрутів. На початку 2020 року було створено новий тролейбусний маршрут № 47, який курсує вулицею Леся Сердюка до станції «Салтівська». У жовтні 2020 року вулицею почав курсувати тролейбусний маршрут № 48.

## Інфраструктура
Навчальні заклади: школа № 158.
Магазини: супермаркет «Класс».